# Reisterrassen der Hani am Roten Fluss
Die Reisterrassen der Hani am Roten Fluss (红河哈尼梯田) gehören seit 2010 zu den Globally Important Agricultural Heritage Systems der FAO und seit 2013 zum Weltkulturerbe der UNESCO. Das zum Welterbe erklärte Gebiet befindet sich im Kreis Yuanyang des autonomen Bezirks Honghe der Hani und Yi in der südchinesischen Provinz Yunnan.

## Lagebeschreibung

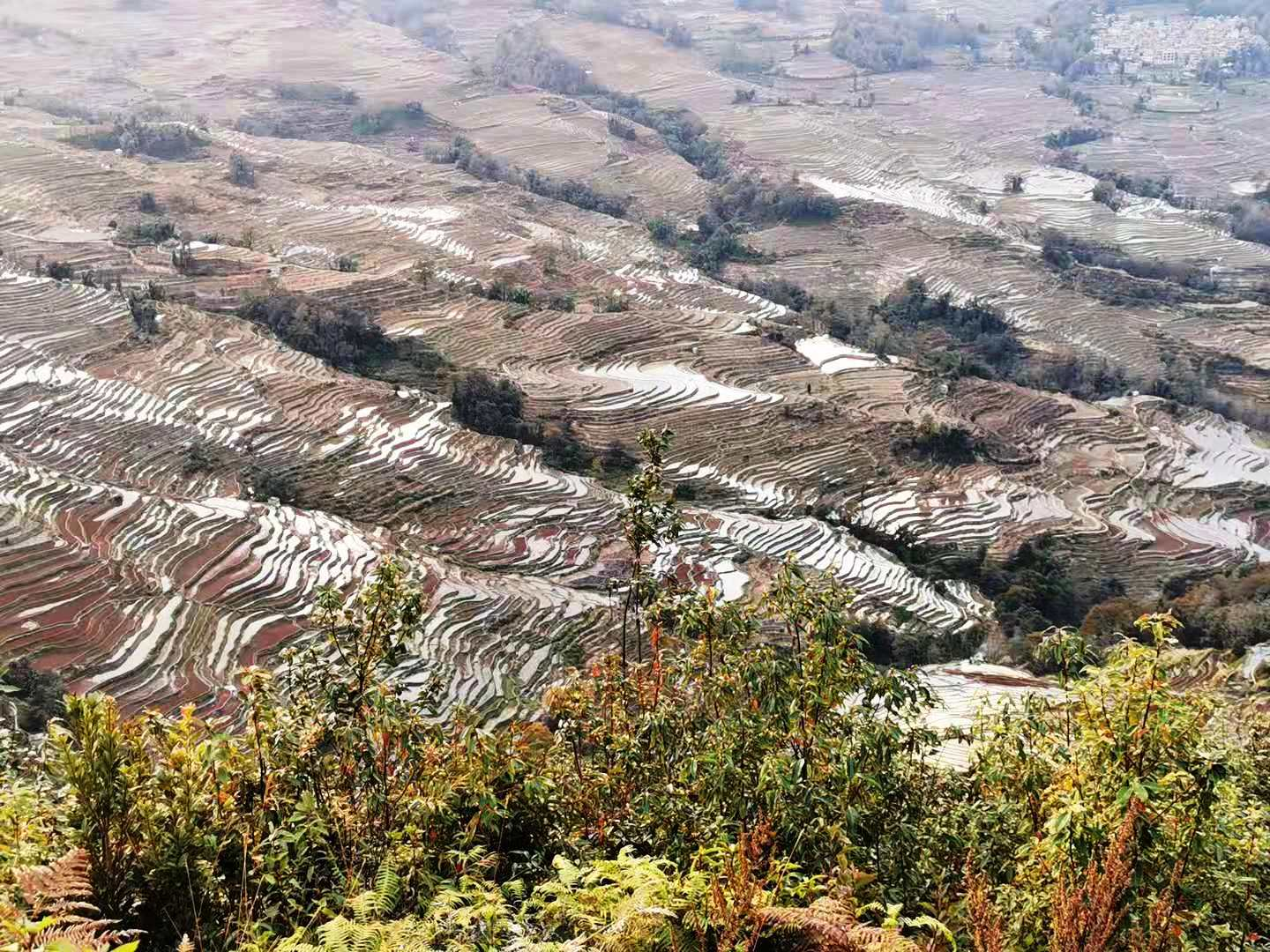
Terrassen im Bada-Gebiet

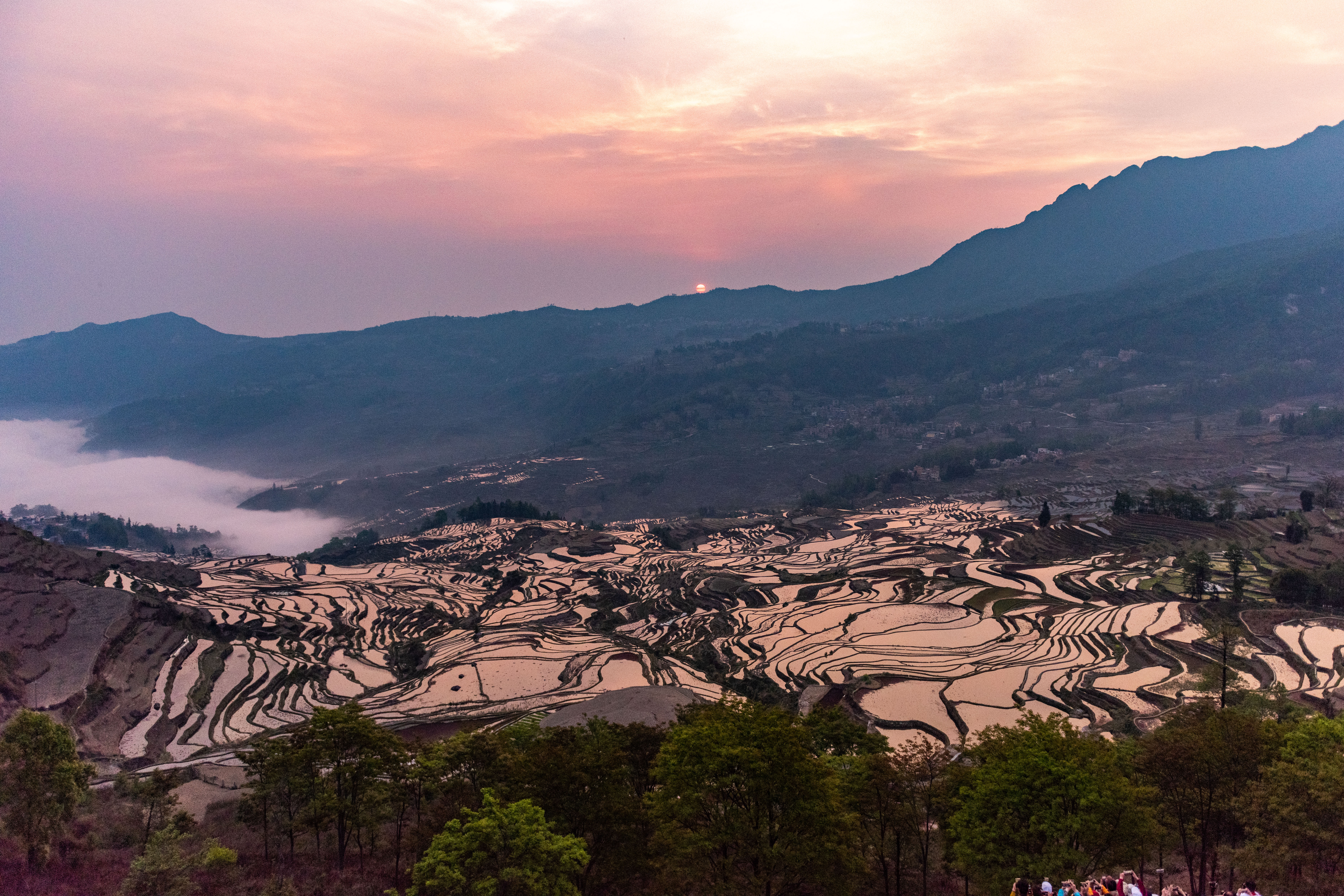
Sonnenaufgang über dem Duoyishu-Terrassengebiet

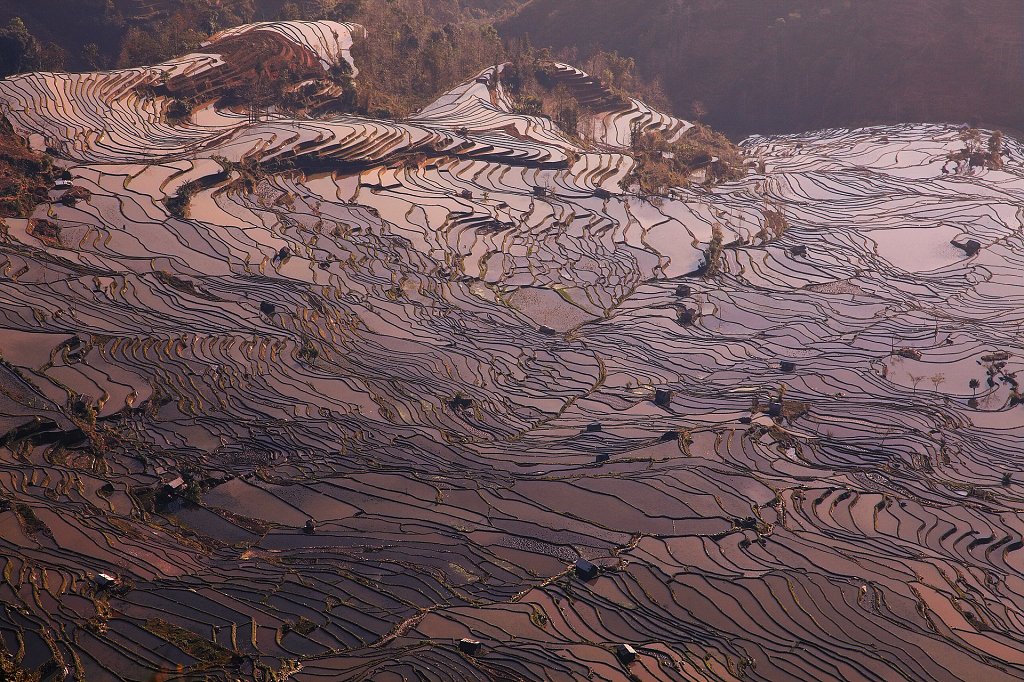
Laohuzui-Terrassengebiet

Der Rote Fluss (chinesisch 紅河 / 红河, Pinyin Hóng Hé) ist ein Flusssystem in der südchinesischen Provinz Yunnan und im Norden Vietnams. In Yunnan fließt der Rote Fluss über weite Strecken in kurvenreichem Verlauf durch schmale, tief eingeschnittene Flusstäler. Die den Flusslauf flankierenden Berge erreichen eine Höhe von bis zu 2.800 Metern über dem Flusstal. Das Ortsklima ist subtropisch-warm und durch hohe Niederschläge gekennzeichnet. Die mittlere Jahrestemperatur variiert mit der Höhe und liegt bei etwa 25 °C im Flusstal und 11,6 °C auf den Berggipfeln. Die Berggipfel sind häufig von Nebel umgeben. Entlang des Südufers leben an den Hängen des Ailao-Gebirges die Hani, ein tibetobirmanisches Volk, das zu den offiziell anerkannten Minderheitenvölkern Chinas gehört. Seit etwa 1300 Jahren betreiben die Hani entlang der Ufer des Roten Flusses den Reisanbau auf eigens dafür angelegten Terrassen. Im Laufe der Jahrhunderte entstand ein komplexes und durchdachtes System von Bewässerungsterrassen mit Bewässerungskanälen, die das Wasser von den bewaldeten Berggipfeln zu den Terrassen leiten. In den Reisanbau wurde von den Hani ein System von Viehzucht (Büffel, Rinder, Enten), sowie Fischzucht integriert. Durch menschliche Tätigkeit entstand so im Laufe der Zeit eine einzigartige Kulturlandschaft, in der eine nachhaltige Land- und Forstwirtschaft betrieben wurde.
Die Hani-Bevölkerung lebt in diesem Gebiet in 82 Dörfern, die oberhalb der Terrassen gelegen sind und die jeweils zwischen 50 und 100 Haushalte umfassen. Die Hani haben sich eigene Kultur bewahrt bzw. diese entwickelt, die stark mit ihrer Lebensumgebung zusammenhängt. Sie verehren Naturgottheiten (Sonne, Mond, Berge, Gewässer, Wäder und andere Naturphänomene) und leben in traditionellen „pilzförmigen“ strohgedeckten Häusern. Im Jahr 2011 lebten 37.800 Angehörige der Hani im Gebiet, die damit etwa 70 % der Gesamtbevölkerung von 54.100 ausmachten.
Die Reisterrassen lassen sich drei Flusssystemen zuordnen: dem Malizhai-Flusssystem, dem Dawazhe-Flusssystem und dem Amengkong-Geta-Flusssystem. In jedem Flusssystem bilden die Terrassen jeweils Landschaftsblöcke, die die Bezeichnungen Bada (壩達), Duoyishu (多依树) und Laohuzui (老虎嘴) tragen.
|                                           | Bada           | Duoyishu      | Laohuzui            | Gesamt   |
| ----------------------------------------- | -------------- | ------------- | ------------------- | -------- |
| Fläche (ha)                               | 4741,72        | 4594,94       | 7266,56             | 16603,22 |
| Flusseinzugsgebiet                        | Malizhai-Fluss | Dawazhe-Fluss | Amegkong-Geta-Fluss | –        |
| Zahl der Dörfer                           | 28             | 29            | 25                  | 82       |
| Bevölkerung                               | 18939          | 18543         | 16604               | 54086    |
| Waldanteil (ha)                           | 2316,46        | 2183,04       | 3971,8              | 8471,3   |
| Terrassenanteil (ha)                      | 1925,43        | 1408,54       | 1371,97             | 4705,94  |
| Bewässertes Gebiet (ha)                   | 3055,8         | 1832,4        | 3442,8              | 8331     |
| Niedrigste Terrassenhöhe (m)              | 800            | 820           | 603                 | –        |
| Höchste Terrassenhöhe (m)                 | 1980           | 1960          | 1996                | –        |
| Höhenunterschied des Terrassengebiets (m) | 1180           | 1140          | 1393                | –        |

## Welterbestatus
Das Reisterrassengebiet wurde am 28. März 2008 in die Tentativliste des UNESCO-Welterbes aufgenommen. Am 20. Januar 2012 reichte die chinesische Seite einen offiziellen Antrag auf Aufnahme in das UNESCO-Welterbe ein. Begründet wurde der Antrag mit den Kriterien (i) („Meisterwerk der menschlichen Schöpferkraft“), (iii) („außergewöhnliches Zeugnis einer kulturellen Tradition“), (iv) („bedeutendes Beispiel einer Landschaft, die einen Teil der Menschheitsgeschichte illustriert“), (v) („hervorragendes Beispiel einer überlieferten menschlichen Siedlungsform“), sowie (vi) („Verknüpfung mit überlieferten Lebensformen, Ideen oder Glaubensbekenntnissen“). Das nominierte Gebiet umfasste eine Großgemeinde (Xinjie, 新街镇), zwei Gemeinden (Panzhihua, 攀枝花乡; Huangmaoling, 黄茅岭乡), 18 Verwaltungsdörfer und 82 natürliche Siedlungsdörfer.
Die Weltnaturschutzunion (IUCN) gab am 19. Dezember 2012 eine Stellungnahme ab und eine Delegation des Internationalen Rats für Denkmalpflege (ICOMOS) besuchte vom 8. bis 14. September 2012 das nominierte Gebiet. Am 19. Dezember 2012 wurden seitens ICOMOS weitere Informationen von der chinesischen Seite erbeten. Am 6. März 2013 gab ICOMOS ein Gutachten zum Antrag ab. Darin wurden die Kriterien (i), (iv) und (vi) als nicht erfüllt, bzw. nicht ausreichend begründet beurteilt. Die Kriterien (iii) und (v) wurden dagegen als erfüllt angesehen, und die Einschreibung in das Welterbe wurde empfohlen. Auf der 37. Sitzung des Welterbekomitees vom 16. bis 27. Juni 2013 in Phnom Penh (Kambodscha) wurden die Hani-Reisterrassen in das Welterbe aufgenommen.